# Лапушки (Курганская область)
Лапу́шки — село Мокроусовского района Курганской области России, административный центр Лапушинского сельсовета.

## География
Расположено на восточном берегу озера Лапушки в 11 км. к югу от с. Мокроусово.

## Историческая справка
Деревня Лапушки образована между 1763 и 1782 годами. Входила сперва в Тетерьевскую волость Верхсуерской слободы Ялуторовского дистрикта Тобольской губернии, затем в Мостовскую волость Курганского округа (уезда) той же губернии.
Село Лапушинское  было административным центром Лапушинской волости Курганского округа (уезда) Тобольской губернии.
В начале Гражданской войны в Лапушках была установлена белогвардейская власть. 
20 августа 1919 года Рабоче-крестьянская Красная Армия начала наступательную петропавловскую операцию. К вечеру 25 августа 1919 года, штаб Красноуфимской бригады и 2-й Кыштымский полк белых отошли через д. Осеева в с. Лапушинское. 26 августа 1919 года со с. Лапушинское отступавших белых прикрывал 3-й Сибирский казачий полк. 27 августа 1919 года 1-й Сибирский Ермака Тмофеевича казачий полк белых, оставив дд. Бол. Песьяное и Лапушки, отступил к мосту в семи километрах по дороге на д. Утичье. 28 августа 1919 года 264-й Верхнеуральский полк красных занял дд. Лапушки, Бол. Песьяное, Пившино.
20 сентября 1919 года, части красной 2-я бригада Н.Д. Томина, находившейся на левом фланге 30-й дивизии, оставив позиции у с. Нижнеманайское, стали отходить на берега реки Кизак. 24 сентября 1919 года белые перешли в наступление на всем фронте красной 30-й дивизии. 2-й Уральский кавдивизион красных прикрывал правый фланг в промежутке д. Пороги — д. Лапушки, 26 сентября 1919 года 2-й Уральский кавдивизион отступил на линию д. Богданово — с. Мостовское — д. Капарулино. С утра 27 сентября 1919 года, два красных батальона 263-го Красноуфимского полка и 2-й Уральский кавдивизион, выступили из д. Отставная на д. Б. Молотово, где находились прорвавшиеся казаки генерала Мамаева. Не принимая штыкового боя, белые отошли в направлении на с. Михайловку и д. Лапушки. В этом бою, 263-й Красноуфимский полк потерял убитыми командира 3-го батальона Крылесова (?), командира 4-й роты Комаревского и 17 красноармейцев, ранено 78 красноармейцев.
К исходу 23 октября 1919 года части белой 12-й Уральской дивизии, Отдельный Учебный морской батальон, 3-я Оренбургская казачья бригада и Златоустовско-Красноуфимская партизанская бригада, прикрываемая уфимскими кавалеристами, отступали на д. Лапушки. 24 октября красный 264-й Верхнеуральский полк с 4-й Верхнеуральской батареей, после перестрелки занял д. Лапушки, потеряв убитым красноармейца Фатахетдинова и дезертировавшего красноармейца Абдрахманова. 26 октября 264-й Верхнеуральский полк занял с. Куртан.
В 1919 году образован Лапушинский сельсовет. В конце 1920 года одновременно с партийной ячейкой при активной помощи председателя ревкома И.Е. Быкова, в селе была создана первая комсомольская организация. В неё входило несколько человек: Косарев Андрей, Рыбин Иван, Перцев Иван.
21 февраля 1921 года в село Лапушки вошёл вооружённый отряд Народной повстанческой армии (Западно-Сибирское восстание (1921—1922)). Информация штаба Народной повстанческой армии Лапушинской волости Курганского уезда военному руководителю Лебяжьевской волости 19 февраля 1921 года: «Штаб Лапушинской Народной армии устанавливает флаг и лозунг для восставшего народа: флаг зелёного цвета, означающий леса, луга и растения на полях труженика-крестьянина, пользующегося таковыми; надпись на флаге белыми буквами означает сибирские снега; лозунг — «Долой коммунизм! Да здравствуют советы!». В апреле 1921 года белоповстанцы решили перейти железную дорогу в районе станции Лебяжье, уйти в степи Казахстана, в момент перехода через линию железной дороги, они были разгромлены красноармейцами.
В начале 1920-х годов в селе было организовано товарищество, в которое были записаны, в основном, бедняки. Лапушинская сельхозкоммуна «Новая жизнь» по отчёту за 1928 год состояла из 11 крестьянских хозяйств. В ночь на 12 мая 1929 года в Лапушках были убиты 2 крестьянина – активисты Киселев и Исвелов. В 1929—32 годах в Лапушинском сельсовете было раскулачено 37 человек.
В годы Советской власти жители села работали в колхозе «Сибиряк».

## Церковь
Деревня Лапушки входила в приход Свято-Троицкой церкви села Мокроусовского.
В 1863 году жители деревень Лапушки, Пивишной, Песьяной и Белинькой обратились в Тобольскую духовную консисторию за разрешением на строительства новой церкви. До этого в Лапушках действовал молитвенный дом.
15 июля 1864 года получено разрешение на постройку храма с образованием самостоятельного прихода в деревне Лапушки.
24 июня 1865 года исправляющим должность благочинного Ялуторовского округа, священником Сергеем Виноградовым заложена новая церковь во имя Тихвинской иконы Божьей Матери. Контракт на строительные работы заключён с крестьянином Красногорской волости Ялуторовского округа Павлом Елсуфьевым. Устройство иконостаса поручено тобольскому мещанину Петру Белькову.
25 мая 1870 года благочинным Курганского округа, священником села Могилевского Александром Шалабановым соборне совершено освящение нового храма.

## Достопримечательности
В 1976 году в селе установлена скульптура солдата на постаменте со списками погибших на фронтах Великой Отечественной войны.

## Население
| 1782 | 1816 | 1834 | 1850 | 1858 | 1869  | 1893 |
| ---- | ---- | ---- | ---- | ---- | ----- | ---- |
| 323  | ↗442 | ↗733 | ↗827 | ↗895 | ↗1039 | ↘558 |
| 1912 | 1926 | 1989 | 2002 | 2004 | 2010  |      |
| ↗693 | ↗857 | ↘435 | ↘362 | →362 | ↘294  |      |